# Özcan Melkemichel

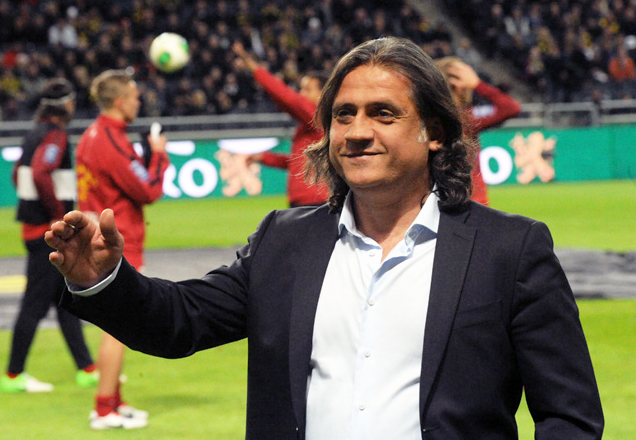
Melkemichel im April 2013

Özcan Melkemichel (* 21. Februar 1968 in Midyat, Türkei) ist ein schwedischer Fußballtrainer. Mit Syrianska FC und AFC Eskilstuna stieg er jeweils in die  Allsvenskan auf. 

## Werdegang
Melkemichel begann im Alter von zehn Jahren mit dem Fußballspielen beim damals noch unter dem Namen Suryoyo FC antretenden Syrianska FC, bereits fünf Jahre später debütierte er 1983 in der Erwachsenenmannschaft des Klubs. Mit der Mannschaft stieg er in den folgenden Jahren aus der Sechstklassigkeit bis in die dritthöchste Spielklasse auf, die zu Beginn der 1990er Jahre erreicht wurde. 1992 beendete er seine aktive Laufbahn, dem Klub blieb er jedoch in verschiedenen Positionen als Sportchef, einfaches Vorstandsmitglied und zeitweise als Vereinspräsident erhalten.
2003 übernahm Melkemichel erstmals das Traineramt bei Syrianska FC, als er den erfolglosen İqor Ponomaryov im Abstiegskampf in der dritten Liga zunächst interimsweise ersetzte. Nach erfolgreichem Klassenerhalt blieb er auch in der folgenden Spielzeit in der Verantwortung und führte die Mannschaft auf den fünften Tabellenrang. Um sich für die 2006 neu eingeführte Division 1 als dritthöchster Spielklasse zu qualifizieren, verpflichtete der Klub anschließend den Erstliga-erfahrenen Bengt Persson als neuen Übungsleiter. Nachdem sich die Mannschaft unter dessen Leitung im mittleren Tabellenbereich wiederfand, wurde dieser jedoch während des Saisonverlaufs entlassen und Melkemichel kehrte auf die Trainerbank zurück. In einem dramatischen Saisonschlussspurt sprang die Mannschaft am letzten Spieltag vom vierten und damit letzten Qualifikationsplatz für die Division 1 auf den ersten Tabellenrang und qualifizierte sich – mit lediglich drei Punkten Vorsprung auf einen Abstiegsplatz aufgrund der Ligareform – für die Aufstiegsrunde zur zweitklassigen Superettan. Dort scheiterte sie nach einer 0:2-Niederlage trotz eines 2:1-Rückspielerfolges am Göteborger Klub Qviding FIF. Nach einem guten Saisonstart mit acht Siegen aus neun Spielen in der Debütsaison der neuen Division 1 2006 rutschte der Klub nach mehreren verletzungsbedingten Ausfällen im Saisonverlauf in der Tabelle auf den sechsten Rang ab. Nach einem vierten Platz in der folgenden Spielzeit dominierte Melkemichels Mannschaft die Spielzeit 2008 und stieg als Meister der Nordstaffel mit acht Punkten Vorsprung auf Vasalunds IF erstmals in der Vereinsgeschichte in die zweite Liga auf.
Mit der Mannschaft um den ehemaligen Nationalspieler Suleyman Sleyman, Joakim Hagernäs, Michael Mensah und Haris Skenderović überraschte der von Melkemichel betreute Klub in der zweiten Liga, am Saisonende fehlte als Tabellenvierter ein Punkt auf den von Assyriska Föreningen belegte Relegationsplatz und damit zum Durchmarsch in die Allsvenskan. In der Spielzeit 2010 baute er den Erfolg aus, als Zweitligameister erreichte er mit der Mannschaft die höchste Spielklasse. Mit dem Aufstieg ergab sich jedoch ein Problem für Melkemichel, da er nicht die erforderliche Trainerlizenz für die Allsvenskan besaß. Anfang Januar 2011 behalf sich der Klub, indem er den Esten Valeri Bondarenko als offiziellen Cheftrainer verpflichtete, der mit dem dennoch Hauptverantwortlichen Melkemichel ein Trainerteam bilden sollte, was zu Diskussionen um die Rechtmäßigkeit führte. In der anschließenden Spielzeit stand die Mannschaft um Mannschaftskapitän Ahmet Özdemirok, Sharbel Touma, Omar Jawo und Peter Ijeh im Abstiegskampf und belegte den Relegationsplatz. Nach einer 1:2-Niederlage im Hinspiel gegen Ängelholms FF bedeutete ein Eigentor von David Bennhage im Rückspiel kurz vor Abpfiff zum 3:1-Endstand den Klassenerhalt. Nachdem zum Saisonende Bondarenko den Verein wieder verlassen hatte, engagierte Syrianska FC im März 2012 Klebér Saarenpää als Nachfolger. Nach dem Abstieg am Ende der Spielzeit 2013 trat er von seinem Posten zurück und verließ den Klub.
Im Dezember 2013 verpflichtete der Drittligist AFC United Melkemichel als neuen Trainer. Mit dem Klub stieg er als Meister der Nordstaffel am Ende seines ersten Jahres im Amt in die Superettan auf. Nach einem achten Tabellenplatz im ersten Jahr führte er den Klub in der Zweitliga-Spielzeit 2016 in die Spitzengruppe. Nach einem Kopf-an-Kopf-Rennen mit IK Sirius belegte er mit der Mannschaft aufgrund der um ein Tor schlechteren Tordifferenz den zweiten Tabellenplatz. Trotz des Aufstiegs in die höchste Spielklasse verließ er den Klub nach Saisonende und schloss sich dem Erstligakonkurrenten Djurgårdens IF an, bei dem er einen Zwei-Jahres-Kontrakt mit Option auf Verlängerung unterzeichnete. Den Klub führte er in seiner ersten Spielzeit auf den dritten Tabellenplatz, damit qualifizierte sich die Mannschaft für die Ausscheidungsrunden im Europapokal.
Bis 2006 arbeitete Melkemichel hauptberuflich als Friseur.